# NGC 5634
NGC 5634是室女座的一個球狀星團，距離地球約82,200光年（25.2千秒差距）。
NGC 5634的視星等約為10等，直徑為4或5角分。NGC 5634夏普力-索耶集中度分類法等級為IV，表示NGC 5634具有中等豐富濃度。右上方附近的恆星是視星等11等的UCAC2 29844847。另外還有一顆明亮的橘色巨星HD 127119，距離星團約1.3角分。
NGC 5634很可能曾經是人馬座矮橢球星系的成員。該星系本身正被來自銀河系的潮汐力拉開，類似於NGC 5634被從矮橢球星系中拉開的情況。